# Daktinomicin
Daktinomicín ali aktinomicín D je antibiotični citostatik, ki se uporablja za zdravljenje različnih vrst raka, kot so wilmsov tumor, rabdomiosarkom, ewingov sarkom, trofoblastni tumor, rak moda,  in nekatere oblike raka jajčnika.
Neželeni učinki se pojavijo pri večini bolnikov. Med pogoste neželene učinke spadajo zaviranje delovanja kostnega mozga
, bruhanje, razjede v ustih, izpadanje las, motnje delovanja jeter, okužbe in bolečine v mišicah. Med hude neželene učinke spadajo povečano tveganje za pojav drugih oblik raka, preobčutljivostne reakcije ter mrtvine tkiva na mestu injiciranja. Uporaba med nosečnostjo lahko škoduje plodu.
Daktinomicin je zdravilo iz skupine citotoksičnih antibiotikov. Zavira nastanek RNK v celici, saj deluje kot interkalator in zavira prepisovanje DNK.
Dactinomicin so v ZDA za uporabo v medicini odobrili leta 1964. Uvrščen je na seznam osnovnih zdravil Svetovne zdravstvene organizacije, torej med najpomembnejša učinkovita in varna zdravila, potrebna za normalno zagotavljanje zdravstvene oskrbe. Proizvajajo ga bakterije vrste Streptomyces parvullus.

## Uporaba v medicini
Aktinomicin je bistra rumena raztopina, ki se uporablja intravensko in se uporablja zlasti pri zdravljenju različni vrst raka, med katere spadajo:
- trofoblastni tumor med nosečnostjo,[6]
- wilmsov tumor,[7]
- rabdomiosarkom,[8]
- ewingov sarkom[9]
- maligna grozdasta mola.[10]

V nekaterih primerih se kombinira z drugimi kemoterapevtiki, na primer v shemi VAC (z vinkristinom in ciklofosfamidom) pri zdravljenu rabdomiosarkoma in ewingovega sarkoma.
Uporablja se tudi kot sredstvo za povečanje radiosenzitivnosti pri obsevalni terapiji, saj poveča občutljivost rakavih celic za ionizirajoče sevanje.

## Neželeni učinki
Pogosti neželeni učinki daktinomicina so zaviranje delovanja kostnega mozga, utrujenost, izpadanje las, razjede v ustih, izguba teka in driska. 
Če pri intravenskem dajanju pride do ekstravazacije iz periferne vene, deluje aktinomicin kot vezikant in lahko povzroči nastanek mehurjev in mrtvin.

## Mehanizem delovanja
Daktinomicin zavira prepisovanje DNK, in sicer tako, da se veže na DNK na iniciacijski prepisovalni (transkripcijski) kompleks in prepreči podaljševanje verige RNK, ki nastaja na osnovi zaporedja DNK s pomočjo RNK-polimeraze.